# Transportni pojav
Transpôrtni pojáv označuje v fiziki razred pojavov, pri katerih gre za prevajanje energije, snovi, električnega naboja ipd. Med transportne pojave med drugim uvrščamo:
- prevajanje toplote
- difuzija
- električno prevajanje

Kot transportni pojav lahko obravnavamo tudi tok tekočine: pri laminarnem toku gre za prenos gibalne količine z difuzijo, pri turbulentnem pa z mešanjem.

## Prevajanje toplote
Prevajanje toplote je spontan prenos toplote z mesta z višjo temperaturo na mesto z nižjo temperaturo. V ožjem smislu uporabljamo izraz »prevajanja toplote« za prenos toplote, pri katerem toplotni prevodnik med toplotnim rezervoarjem pri višji temperaturi in toplotnim rezervoarjem pri nižji temperaturi miruje, kar je izpolnjeno za trdnine in mirujoče tekočine.
Za takšno prevajanje toplote velja zakon o prevajanju toplote (Fourierjev zakon):
{\displaystyle \mathbf {j} =-\lambda \nabla T\!\,.}
Pri tem je j gostota toplotnega toka, λ toplotna prevodnost in ∇ T gradient temperature. Negativni predznak označuje, da ima toplotni tok smer negativnega gradienta temperature.

## Difuzija
Difuzija je spontan prenos snovi z mesta z višjo koncentracijo na mesto z nižjo. Zapišemo lahko difuzijski zakon (prvi Fickov zakon):
{\displaystyle \mathbf {j} =-D\nabla c\!\,.}
Pri tem je j gostota masnega toka, D difuzijska konstanta in ∇ c gradient koncentracije. Negativni predznak označuje, da ima masni pretok smer negativnega gradienta koncentracije.

## Električno prevajanje
Električno prevajanje je spontan prenos električnega naboja z mesta z višjim električnim potencialom na mesto z nižjim. Zapišemo lahko Ohmov zakon:
{\displaystyle \mathbf {j} =-\sigma \nabla \varphi \!\,.}
Pri tem je j gostota električnega toka, σ električna prevodnost in ∇ φ gradient električnega potenciala. Negativni predznak označuje, da ima električni tok smer negativnega gradienta toplotnega potenciala.

## Križni transportni pojavi
Prevajanje toplote zaradi temperaturnega gradienta, prenos snovi zaradi koncentracijskega gradienta ipd. so direktni transportni pojavi. Ob njih obstajajo tudi tako imenovani križni transportni pojavi, pri katerem npr. tempraturna razlika poleg toplotnega toka povzroči tudi prenos snovi, ipd. Med križne transportne pojave uvrščamo:
- termomehanični pojav
- mehanokalorični pojav
- termodifuzija
- Dufourjev pojav
- termoelektrični pojav
- Seebeckov pojav
- Peltierov pojav
- Thomsonov pojav
- elektroosmoza

Križni transportni pojavi vedno obstajajo v parih — vsakemu križnemu transportnemu pojavu obstaja tudi inverzni pojav. Koeficienta za oba pojava povezuje Onsagerjev zakon.